# Jacques Moeschal (voetballer)
Jacques Moeschal (Ukkel, 9 maart 1900 - Brussel, 30 oktober 1956) was een Belgisch voetballer die speelde als aanvaller en als middenvelder. Hij voetbalde in Eerste klasse bij Racing Club Brussel en speelde 23 interlands met het Belgisch voetbalelftal.

## Loopbaan
Moeschal debuteerde in 1919 in het eerste elftal van Racing Club Brussel. Hij bleef er spelen tot in 1936 toen hij een punt zette achter zijn spelersloopbaan. Ook toen de club in 1925 en in 1930 naar Tweede klasse degradeerde, bleef Moeschal er voetballen. Telkens kon vrij snel de plaats in de hoogste afdeling terug ingenomen worden. In 1934 degradeerde de club definitief uit de hoogste afdeling. Moeschal speelde in totaal 271 wedstrijden in Eerste klasse en scoorde hierbij 92 doelpunten.
Tussen 1928 en 1931 speelde Moeschal 23 wedstrijden met het Belgisch voetbalelftal en scoorde in totaal zes doelpunten. Op de Olympische Zomerspelen 1928 in Amsterdam speelde hij in alle drie wedstrijden de wedstrijden mee en scoorde hij in totaal drie doelpunten. Ook op het Wereldkampioenschap voetbal 1930 in Uruguay speelde Moeschal mee in twee wedstrijden maar hij kon er geen doelpunten scoren.
In de Engelse versie veranderen ze steeds zijn geboortedata terug naar 6 september wat niet correct is.